# Чаркас (Сан-Луис-Потоси)
Чаркас (Сан-Луис-Потоси) (исп. Charcas)  —   город ив Мексике, входит в штат Сан-Луис-Потоси. Население — 11 414 человек.